# Òlòtūré
Òlòturé es una película de drama criminal nigeriana de 2019 dirigida por Kenneth Gyang, con guion de Yinka Ogun y Craig Freimond. Está protagonizada por Sharon Ooja, Beverly Osu, Ada Ameh y Blossom Chukwujekwu. 

## Sinopsis
Òlòturé (Sharon Ooja) es una joven periodista nigeriana que se infiltra para exponer el peligroso y brutal submundo de la trata de personas.

## Elenco
- Sharon Ooja como Òlòturé
- Beverly Osu como Peju
- Ada Ameh como Titi
- Omowumi Dada como Linda
- Blossom Chukwujekwu como Emeka
- Omoni Oboli como Alero
- Segun Arinze como Theo
- Adebukola Oladipupo como Beauty
- Ikechukwu Onunaku como Chuks
- Kemi Lala Akindoju como Bless
- Omawumi como Sandra
- Sambasa Nzeribe como Victor
- Daniel Etim Effiong como Tony
- David Jones David como Sheriff
- Emmanuel Ilemobajo como Simon
- Eunice Omoregie como madre de Linda
- Gregory Ojefua como Sami
- Patrick Doyle como Sir Phillip
- Pearl Okorie como Peace
- Wofai Fada como Vanessa
- Yemi Solade como Jubril

## Producción
El guion está basado parcialmente en el reportaje del periodista nigeriano Tobore Ovuorie. El rodaje comenzó oficialmente el 5 de noviembre de 2018 en Lagos, Nigeria.

## Lanzamiento
La película se estrenó el 31 de octubre de 2019 en el Festival de cine de Cartago en Túnez. En septiembre de 2020, Netflix adquirió los derechos de distribuciónn y está disponible en la plataforma desde el 2 de octubre del mismo año. A pocos días de su lanzamiento, se ubicó entre las 10 más vistas del mundo en Netflix.